# Байтуннур
Байтун Нур (с араб. — «Дом Света») — мечеть ахмадийской мусульманской общины в Каслридж (Калгари), Альберта). Она известна как самая большая мечеть в Канаде. На момент завершения её строительства (2008 год) в Калгари жило около 3000 ахмадийцев.

### Церемония открытия
Краеугольный камень мечети был заложен в 2005 году. Строительство было завершено в 2008 году и, по оценкам, обошлось в 15 млн канадских долларов. 8 млн из этой суммы внесли ахмадийцы Калгари. Торжественное открытие Байтун Нура состоялось 5 июля 2008 года. На этом мероприятии присутствовало 5000 человек, в том числе премьер-министр Канады Стивен Харпер, лидер оппозиции Стефан Дион, мэр Калгари Дэйв Бронконье и римско-католический епископ Фредерик Генри. Мирза Масрур Ахмад, верховный глава всемирной Ахмадийской мусульманской общины, курировал открытие.
В то время как приглашение получили члены различных конфессий, по словам газеты Edmonton Sun, глава суннитского Высшего исламского совета Канады Саид Сохарварди не был приглашён, так как эта организация не считает ахмадийцев истинными мусульманами, а Байтун Нур — мечетью.
На открытии мечети Харпер отметил, что «жители Калгари, Альберты и Канады увидят умеренное, доброжелательное лицо ислама благодаря этой мечети и людям, которые молятся здесь». По мнению журнала Embassy, это был явный сигнал не только воинствующим исламистам за рубежом, но и их сторонникам в Канаде, что Харпер готов противостоять им и поддерживать меньшинства в исламском сообществе.

### Строение
Площадь комплекса мечети составляет 4500 м². Облицованный сталью минарет 30-метровой высоты и стальной купол — наиболее примечательные черты её наружного вида. Снаружи на стенах мечети написаны 99 имён Аллаха, фигурирующих в Коране. В дополнение к месту поклонения комплекс мечети включает в себя помещения для учёбы, офисное пространство, детскую площадку, кухню и общественный центр. В молитвенном зале мечети висит 400-килограммовая люстра, которая стоила 50 000 $. Байтун Нур — седьмая ахмадийская мечеть, которую спроектировал архитектор Насир Ахмад, в данном случае в сотрудничестве с архитектором Маном Чагом.